# VOA1
VOA1 là một dịch vụ đài phát phát sóng âm nhạc qua hệ thống thanh bằng vô tuyến thuộc sở hữu của đài truyền hình quốc tế Hoa Kỳ Voice of America và đặt tại thủ đô Washington, DC. Nó có sẵn dưới dạng webcast trực tuyến 24 giờ và một chương trình được cung cấp trên các đài được chọn trên toàn thế giới. Nó cũng có sẵn trên nguồn cấp dữ liệu chính của đài phát thanh VOA.
VOA1 phát sóng âm nhạc 40 định dạng hàng đầu, với các bản tin 5 phút vào đầu giờ và phát sóng chương trình đặc biệt như Jazz America.

## Lịch sử
Năm 1985, VOA Châu Âu được tạo ra như một dịch vụ đặc biệt bằng tiếng Anh, được chuyển qua vệ tinh tới các chi nhánh AM, FM và cáp trên khắp Châu Âu. Với định dạng hiện đại bao gồm các trò chơi đĩa trực tiếp, mạng đã trình bày các bản nhạc hàng đầu cũng như tin tức VOA và các tính năng quan tâm của địa phương (như "EuroFax") 24 giờ một ngày. VOA Châu Âu đã bị đóng cửa mà không có thông báo trước cho công chúng vào tháng 1 năm 1997 như là một biện pháp cắt giảm chi phí. Tiếp theo là VOA Express, từ ngày 4 tháng 7 năm 1999, được cải tiến thành VOA Music Mix. Kể từ ngày 1 tháng 11 năm 2014, VOA Music Mix được đổi tên thành VOA1. 